# Скиту Тополницеј (Мехединци)
Скиту Тополницеј (рум. Schitu Topolniței) насеље је у Румунији у жупанији Мехединци у општини Извору Барзиј. Место се налази на надморској висини од 151 m.

## Историја
Ту се налази православни манастир Тополница, који је подигао српски калуђер Св. Никодим Тисмански 1378. године.

## Становништво
Према подацима из 2002. године у насељу је живело 209 становника, од којих су сви румунске националности.